# Rüsics-kereszt (Ritkaháza)

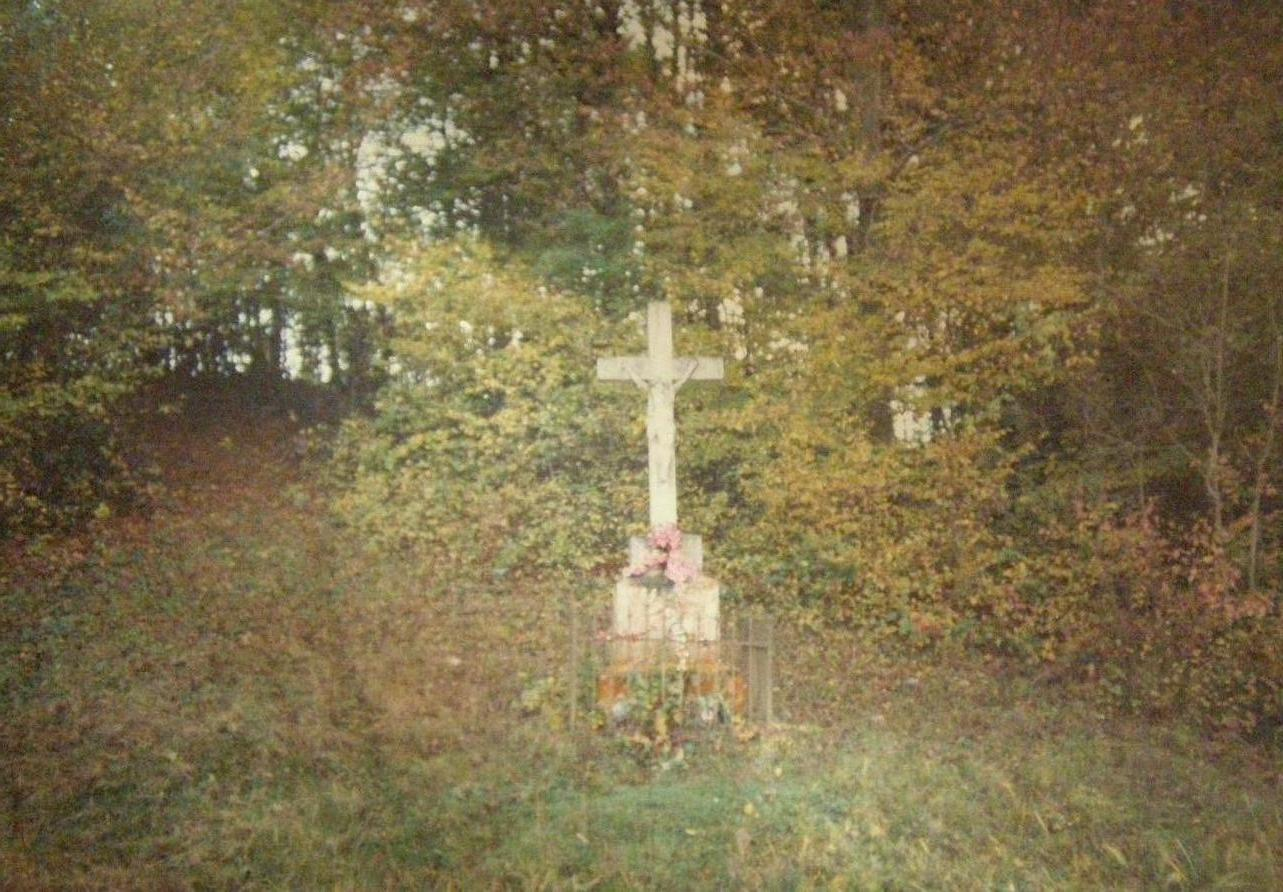
A Rüsics-kereszt.

A Rüsics-kereszt a Vendvidéken, az egykori Ritkaháza községben található, a mai Kétvölgyön, mindjárt a két egykori község Permise és Ritkaháza határánál. A régi keresztek közé tartozik, 1892-ben állította Rüsics Miklós helyi kovácsmester. A kereszten látható keresztbe tett kalapács és kovácsfogó mind utal Rüsics foglalkozására.
A helybeliek körében fennmaradt történet szerint Rüsics Miklós egy Szentgotthárd melletti faluból, Zsidahegyről választott magának feleséget, aki viszont nem tudott megszokni itt. De a férje nem akart elköltözni innen, ezért a felesége otthagyta. Bár többször meglátogatta Zsidán, de állandóan veszekedtek, egyik nap miután evett és ivott nála, elment tőle, de alighogy kiért a faluból rosszul lett. Egy lovaskocsis talált rá, aki vasat szállított neki és elvitte orvoshoz, aki megállapította, hogy mérgezést szenvedett. Rüsics azért állította ezt a keresztet, mert nem halt meg a mérgezéstől.
A kereszt fehér mészkőből készült, akárcsak a rajta levő feszület és az egykori Rüsics-ház alatt, a domboldalban található, melynek területét nagyrészt már benőtte az erdő. A kereszten a felirat vendvidéki nyelven szól Hvalen bojdi Jezus Krisztus (magyarul: Dicsértessék a Jézus Krisztus) valamint az állító neve és az időpont. A keresztet körülvevő vaskerítés feltehetőleg eredeti darab, Rüsics kovácsmester munkája. A Vendvidéken viszonylag kevés 19. századból való útmenti kőkereszt található, mivel akkoriban jobbára fakereszteket állítottak és azok hamar elkorhadtak.

## Külső hivatkozás
- Az Őrségi Nemzeti Park építészeti emlékei, Őriszentpéter 2003. ISBN 963-212-376-X